# Jordi Bargalló
Jordi Bargalló (San Sadurní de Noya, 5 de diciembre de 1979) es un jugador español de hockey patines que juega actualmente en el Club Esportiu Noia después de haber sido traspasado por el União Desportivo Oliveirense.
Es hermano del también jugador de hockey sobre patines Pau Bargalló.

## Trayectoria deportiva
Debutó en el club de su ciudad natal, el Noia Freixenet, en el año 1997 y permaneció en el club cinco temporadas. Cinco años más tarde, en la temporada 2002/03 fichó por primera vez por el HC Liceo proclamándose campeón de la Copa de Europa, su primer título. Después en la temporada del 2007/08, regresó a Barcelona y pasó a formar parte de las filas del Igualada HC y solo una temporada más tarde retornó en la 2008/09, al cuadro gallego del HC Liceo. En la temporada 2016-2017 fichó por el Oliveirense, un fuerte equipo portugués de la primera división que apostó por Bargalló a sus 37 años. Y en la temporada 2021/2022 regresó a su primer club, con el cual terminará su larga carrera.

## Palmarés

### CE Noia Freixenet
- 1 Copa del Rey (1998)
- 1 Copa de la CERS (1997/98)

### HC Liceo
- 3 Copas de Europa (2002/03, 2010/11, 2011/2012)
- 1 Copa del Rey (2004)
- 1 Copa Intercontinental (2004)
- 1 Supercopa de Europa (2003/04)
- 1 Copa de la CERS (2009/2010)
- 1 OK Liga (2012/2013)

### Selección española
- 4 Campeonatos del Mundo (2005, 2009, 2011, 2013)
- 4 Campeonatos de Europa (2006, 2008, 2010, 2012)
- 1 Copa de las Naciones de Montreux (2005)